# Delias mandaya
Delias mandaya is een vlindersoort uit de familie van de Pieridae (witjes), onderfamilie Pierinae.
Delias mandaya werd in 1982 beschreven door Yamamoto & Takei.